# Nederlandse kampioenschappen zwemmen 1951

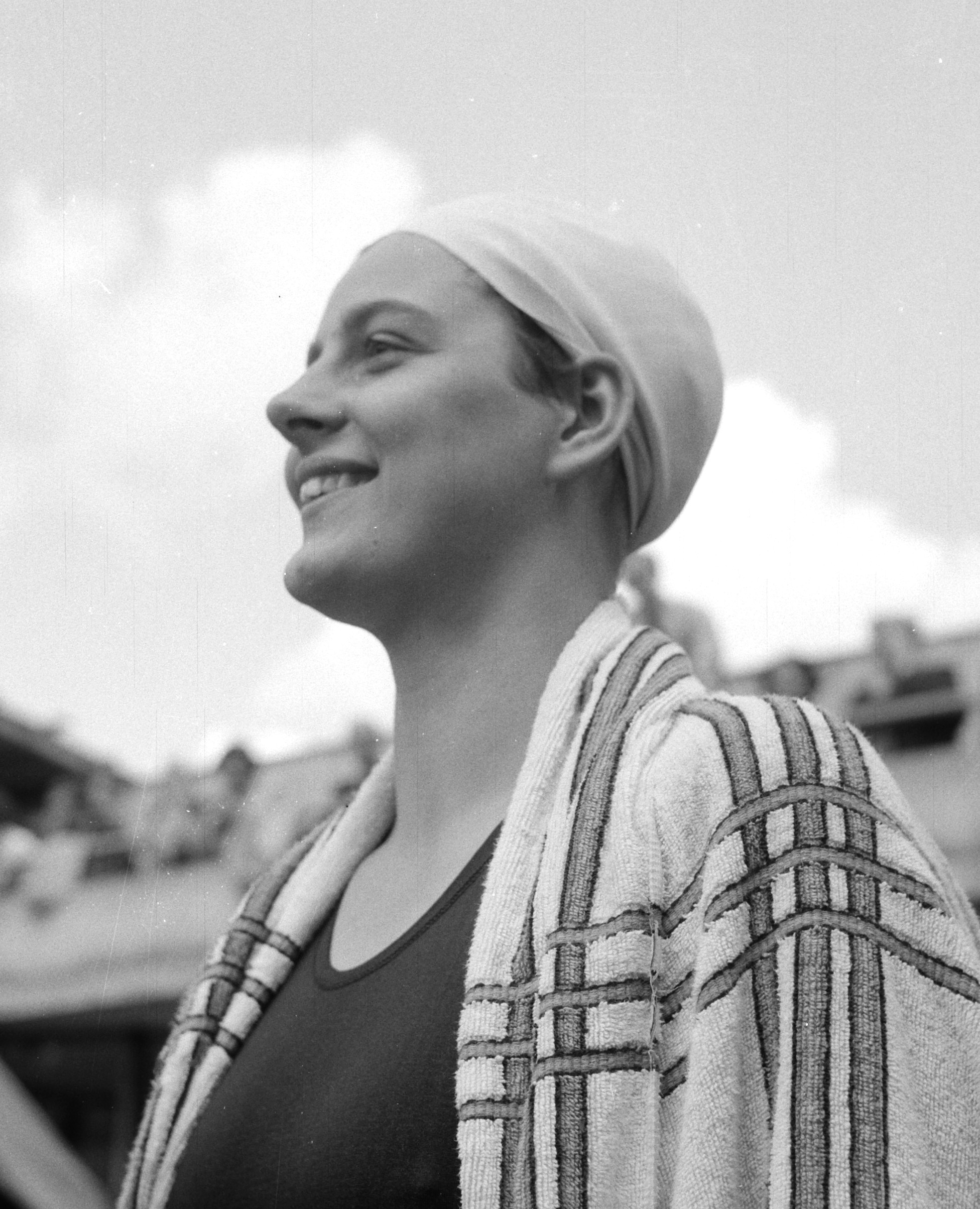
Rika Bruins

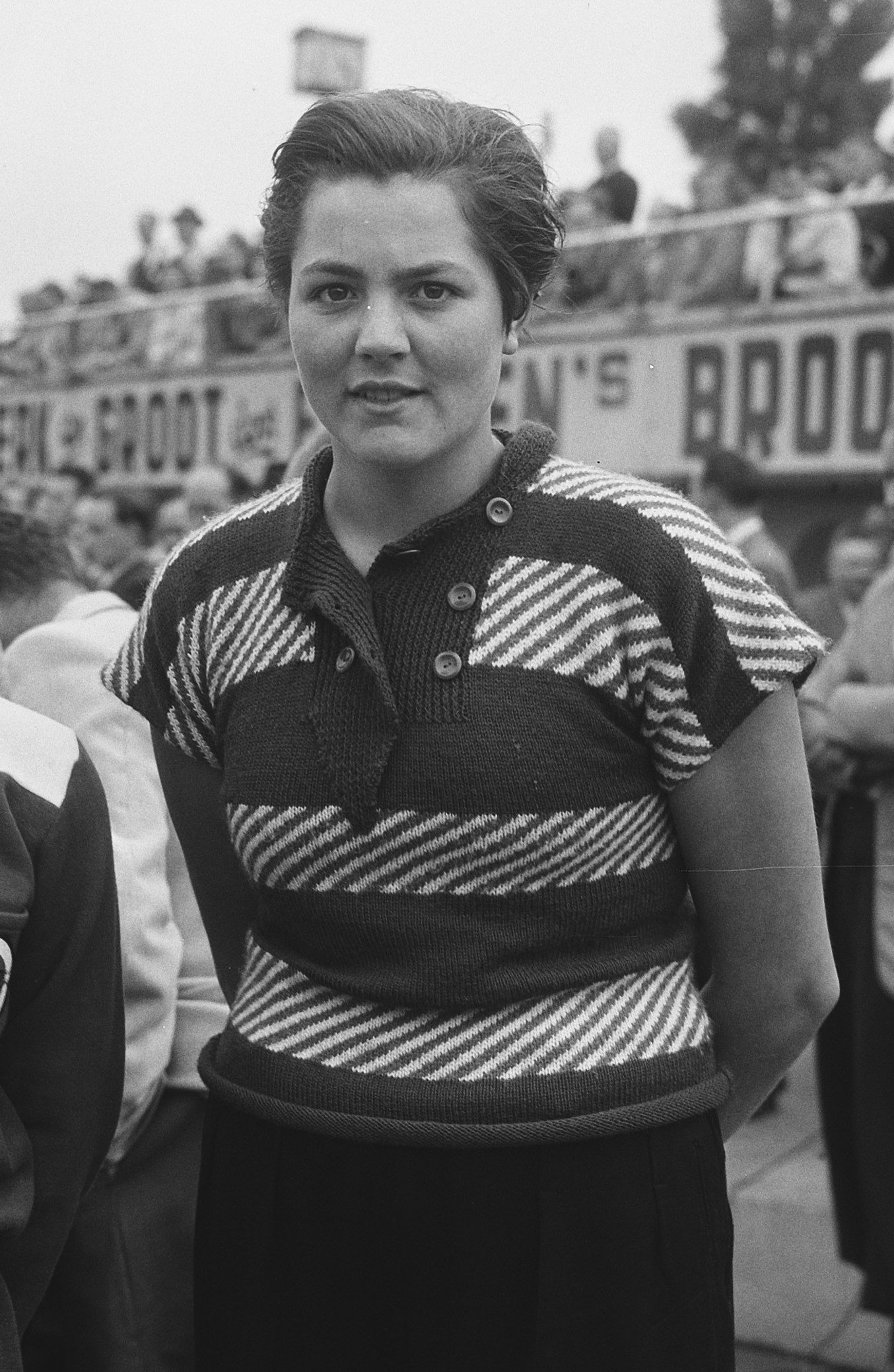
De Limburgse Rineke Symons in 1952

De Nederlandse kampioenschappen zwemmen 1951 werden gehouden op 3, 4 en 5 augustus 1951 in Sittard, Nederland.
De Limburg-wisselbeker, voor best geklasseerde ploeg, ging met 39 punten naar de herenploeg van De Robben.

## Zwemmen

### Mannen
| Afstand:           | Goud:                                                                  | Tijd    | Zilver:                | Tijd    | Brons:                        | Tijd    |
| 100 m vrije slag   | Joris Tjebbes HPC                                                      | 59,6    | Gerrit Bijlsma Haarlem | 1.00,8  | Ad Boxem Alkmaar              | 1.02,5  |
| 400 m vrije slag   | Joris Tjebbes HPC                                                      | 5.07,6  | Piet ten Thije LZO     | 5.08,8  | Arnd Käyser De Robben         | 5.13,1  |
| 1500 m vrije slag  | Piet ten Thije LZO                                                     | 20.50,5 | Wim Beyderwellen GZC   | 20.55,8 | Arnd Käyser De Robben         | 21.02,5 |
| 100 m rugslag      | Kees Kievit Aegir                                                      | 1.10,9  | Jitse van der Veen LZO | 1.11,4  | Jan Sonneveld RZC             | 1.12,2  |
| 200 m schoolslag   | Daan Buijze HZ&PC                                                      | 2.42,4  | Hans Kelder De Robben  | 2.46,6  | Joop van Daatselaar De Robben | 2.47,6  |
| 4x200 m vrije slag | De Robben I Rinus van Daatselaar Nico van Vliet Kees de Wit Nico Luchs | 9.42,4  | HZ&PC                  | 9.53,8  | HPC Heemstede                 | 9.58,6  |

### Vrouwen
| Afstand:           | Goud:                                                     | Tijd   | Zilver:                   | Tijd   | Brons:               | Tijd   |
| 100 m vrije slag   | Irma Schuhmacher RDZ                                      | 1.07,3 | Marie-Louise Vaessen ZON  | 1.07,7 | Hannie Termeulen HDZ | 1.09,8 |
| 400 m vrije slag   | Irma Schuhmacher RDZ                                      | 5.27,1 | Geertje Wielema De Robben | 5.33,6 | Rineke Symons MZ&PC  | 5.35,4 |
| 100 m rugslag      | Geertje Wielema De Robben                                 | 1.15,5 | Greetje Galliard ADZ      | 1.16,6 | Joke de Korte ODZ    | 1.16,6 |
| 200 m schoolslag   | Rika Bruins GZ&PC                                         | 2.59,2 | Lies Bonnier Aegir        | 3.00,2 | Jopie Spoor DWR      | 3.03,1 |
| 4x100 m vrije slag | HDZ Ria Vonk Rie Brouwer Willy Willemsen Hannie Termeulen | 4.50,4 | De Robben I               | 4.55,8 | RDZ                  | 4.57,0 |

## Schoonspringen

### Mannen
| Onderdeel: | Goud:              | Score  | Zilver:        | Score  | Brons: | Score |
| 3 m plank  | Jan van Moll Aegir | 128,28 | Th. Bakker ZON | 115,99 |        |       |

### Vrouwen
| Onderdeel: | Goud:                    | Score  | Zilver:                           | Score | Brons:              | Score |
| 3 m plank  | Lenie Lanting-Keller HDZ | 133,29 | Annette Vlothuizen-Foursoff HZ&PC | 92,55 | Jo Dols-Wolters ODZ | 86,00 |

Langebaan (50 meter):

1920 ·
1921 ·
1922 ·
1923 ·
1924 ·
1925 ·
1926 ·
1927 ·
1928 ·
1929 ·
1930 ·
1931 ·
1932 ·
1933 ·
1934 ·
1935 ·
1936 ·
1937 ·
1938 ·
1939 ·
1940 ·
1941 ·
1942 ·
1943 ·
1944 ·
1945 ·
1946 ·
1947 ·
1948 ·
1949 ·
1950 ·
1951 ·
1952 ·
1953 ·
1954 ·
1955 ·
1956 ·
1957 ·
1958 ·
1959 ·
1960 ·
1961 ·
1962 ·
1963 ·
1964 ·
1965 ·
1966 ·
1967 ·
1968 ·
1969 ·
1970 ·
1971 ·
1972 ·
1973 ·
1974 ·
1975 ·
1976 ·
1977 ·
1978 ·
1979 ·
1980 ·
1981 ·
1982 ·
1983 ·
1984 ·
1985 ·
1986 ·
1987 ·
1988 ·
1989 ·
1990 ·
1991 ·
1992 ·
1993 ·
1994 ·
1995 ·
1996 ·
1997 ·
1998 ·
Amersfoort 1999 ·
Drachten 2000 ·
Eindhoven 2001 ·
Amersfoort 2002 ·
Amsterdam 2003 ·
Amsterdam 2004 ·
Amsterdam 2005 ·
Eindhoven 2006 ·
Amsterdam 2007 ·
Eindhoven 2008 ·
Eindhoven 2009 ·
Eindhoven 2010 ·
Eindhoven juni 2011 ·
Eindhoven december 2011 ·
Amsterdam 2012 ·
Eindhoven 2013 ·
Eindhoven 2014 ·
Eindhoven 2015 ·
Eindhoven 2016 ·
Eindhoven 2017 ·
Amersfoort 2018 ·
Amersfoort 2019 ·
2020 ·
2021 ·
Amersfoort 2022 ·
Amersfoort 2023 ·
Amersfoort 2024

Kortebaan (25 meter):

1980 ·
1981 ·
1982 ·
1983 ·
1984 ·
1985 ·
1986 ·
1987 ·
1988 ·
1989 ·
1990 ·
1991 ·
1992 ·
1993 ·
1994 ·
1995 ·
1996 ·
1997 ·
's-Hertogenbosch 1998 ·
Nieuwegein 1999 ·
Nieuwegein 2000 ·
Alphen aan den Rijn 2001 ·
Eindhoven 2002 ·
Drachten 2004 ·
Amsterdam 2005 ·
Drachten 2006 ·
Amsterdam 2007 ·
Amsterdam 2008 ·
Amsterdam 2009 ·
Amsterdam 2010 ·
Amsterdam 2012 ·
Dordrecht 2013 ·
Tilburg 2014 ·
Tilburg 2015 ·
Hoofddorp 2016 ·
Hoofddorp 2017 ·
Tilburg 2018 ·
Tilburg 2019 ·
2020 ·
Den Haag 2021 ·
Den Haag 2022 ·
Den Haag 2023